# Steinkreis von Stannon

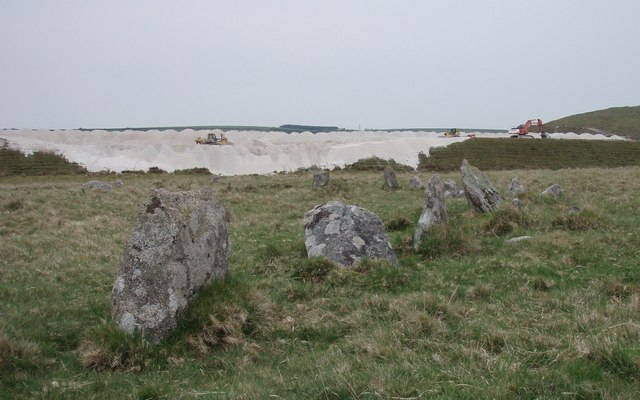
Steinkreis von Stannon

Der Steinkreis von Stannon liegt im Bodmin Moor, an den Hängen des Dinnever Hills, südöstlich von Camelford in Cornwall in England. Stannon hat seinen Namen von der nahe gelegenen Farm.
Der etwa 42,6 × 40,5 Meter messende, leicht ovale Steinkreis enthält 47 aufrechte, 30 liegende, zwei versetzte und vier etwa 80 m entfernte Steine (englisch Outlier ), die wie Haizähne aussehen. Ihre durchschnittliche Größe beträgt 0,5 Meter. Der größte Stein in der Gruppe hat eine Basisbreite von über 1,2 Metern. Wie Fernacre ist Stannon ein Beispiel für einen auf der Nordseite abgeflachten Kreis (Alexander Thoms Typ A). Der Kreis stammt aus dem Spätneolithikum oder der frühen Bronzezeit. Aubrey Burl erklärt, dass er älter sein könnte als andere Kreise im südlichen Moorbereich.
Es gibt mehrere Steinkreise auf Bodmin Moor, darunter Fernacre, Stripple stones, The Hurlers und die Trippet stones.